# Successos d'El Arahal
Els successos d'El Arahal o successos d'Utrera i El Arahal foren una insurrecció armada de base principalment camperola (encara que va comptar amb elements militars i artesans) que va afectar diversos municipis de la província de Sevilla el 1857, durant el regnat d'Isabel II, i dirigida per Manuel García Caro i Gabriel Lallave.
L'1 de juliol de 1857 poc més d'un centenar d'homes van prendre les poblacions d'Utrera i El Arahal, atacant la caserna de la Guàrdia Civil i incendiant el registre de la propietat així com intentant de proclamació de la república al crit de "morin els rics". L'endemà passat, el 3 de juliol, tropes d'infanteria i cavalleria de l'exèrcit es van enfrontar als revoltats en la Serranía de Ronda, provocant 25 morts entre els rebels i capturant 24 homes. La resta d'insurrectes es van dispersar, sent capturats els últims capitosts a Utrera el dia 5 de juliol.
El 12 de juliol, després d'un judici militar, els principals capitosts de la revolta i 32 alçats més van ser afusellats a Sevilla i Utrera, si bé algunes fonts afirmen que la xifra de condemnats va ser de 150.
Malgrat ser una revolta protagonitzada essencialment per camperols i jornalers pobres que exigien un millor repartiment de les terres i protestaven contra la carestia de la vida, els capitosts de la mateixa van ser militars de tendència demòcrata i republicana. També és possible la influència d'una societat secreta maçònica en el tarannà de l'aixecament. Això s'enquadra en un context de forta agitació social en el camp andalús davant la creixent desigualtat social i, d'altra banda, d'importants accions per part dels seguidors del Partit Republicà que buscaven l'abolició de la monarquia espanyola. Aquesta acció tindrà continuïtat en les revoltes de Mollina i Loja.